# Isomorfismo institucional
Isomorfismo institucional é um conceito da sociologia organizacional que descreve o processo pelo qual organizações se tornam semelhantes umas às outras em função de pressões sociais, profissionais ou regulatórias.

## História e desenvolvimento
O conceito de isomorfismo institucional foi formulado por Paul DiMaggio e Walter Powell, e ganhou notoriedade a partir da publicação do artigo The Iron Cage Revisited: Institutional Isomorphism and Collective Rationality in Organizational Fields ("A jaula de ferro revisitada: isomorfismo institucional e racionalidade coletiva nos campos organizacionais"), em 1983. Nesse trabalho, os autores propõem que organizações inseridas em campos organizacionais tendem a se tornar progressivamente semelhantes entre si, não apenas por razões técnicas ou econômicas, mas principalmente por pressões institucionais relacionadas à legitimidade e à sobrevivência organizacional.
O título do artigo faz alusão à metáfora da "jaula de ferro" cunhada por Max Weber, evocando a ideia de racionalização crescente nas estruturas sociais modernas. DiMaggio e Powell reinterpretam esse conceito à luz da teoria institucional, argumentando que a busca por legitimidade institucional pode levar organizações distintas a adotar práticas, estruturas e comportamentos semelhantes, mesmo quando esses não são necessariamente os mais eficientes.
Embora o termo "isomorfismo" tenha origem na matemática — onde designa uma correspondência estrutural entre sistemas —, no contexto da sociologia organizacional ele é empregado de forma analógica, para caracterizar processos de homogeneização entre organizações.
A formulação de DiMaggio e Powell sistematiza o isomorfismo em três mecanismos distintos:
Isomorfismo coercitivo: resulta de pressões externas exercidas sobre uma organização por outras entidades das quais ela depende, assim como de expectativas culturais e normativas da sociedade. Essas pressões podem ser formais — como mandatos governamentais, exigências contratuais, normas legais de prestação de contas (incluindo regras contábeis e requisitos de relatórios financeiros) — ou informais, provenientes de padrões sociais amplamente aceitos. Segundo DiMaggio e Powell (1983), "as organizações tornam-se cada vez mais homogêneas dentro de determinados domínios, e cada vez mais organizadas em torno de rituais de conformidade com instituições amplas". Tais rituais muitas vezes priorizam a legitimidade institucional em detrimento da eficiência técnica. Organizações políticas, por exemplo, tendem a reforçar essas práticas por meio de legislações e diretrizes normativas. Grandes corporações também podem exercer pressão coercitiva sobre suas subsidiárias, impondo padrões operacionais, contábeis ou éticos uniformes. Outro exemplo é o de uma universidade pública que adapta seu currículo de graduação para cumprir diretrizes nacionais do Ministério da Educação. Embora possa ter autonomia acadêmica, ela precisa seguir essas normas para manter sua autorização de funcionamento e acesso a recursos públicos.
Isomorfismo normativo: é impulsionado por pressões provenientes das profissões organizadas. Uma de suas manifestações decorre da legitimação institucional conferida pela certificação de conquistas educacionais, como diplomas, licenças profissionais e credenciamentos. Outra fonte relevante são as redes inter organizacionais, que conectam instituições por meio de associações profissionais, eventos científicos e fluxos de conhecimento especializado, facilitando a disseminação de normas e práticas. As normas assimiladas durante a formação educacional são frequentemente transferidas para o ambiente organizacional e reforçadas por práticas como a contratação de profissionais com formações semelhantes, o que contribui para a homogeneização de abordagens diante de problemas organizacionais. A socialização no local de trabalho fortalece ainda mais essas conformidades, ao induzir a adoção de modelos preexistentes como padrão profissional. Por exemplo, hospitais que implementam protocolos clínicos semelhantes baseados em boas práticas da medicina baseada em evidências — como recomendações da Organização Mundial da Saúde ou de associações médicas nacionais — estão incorporando padrões definidos por comunidades profissionais, independentemente de pressões governamentais. Outro exemplo é o ISSO 9001, um conjunto de normas que melhoram a gestão de empresas e prestação de serviços ao cliente.
Isomorfismo mimético: refere-se à tendência de organizações imitarem a estrutura ou práticas de outras que são percebidas como bem-sucedidas, legítimas ou exemplares. Esse comportamento ocorre principalmente em contextos de incerteza, nos quais os objetivos organizacionais ou os meios para alcançá-los não estão claramente definido Diante da ambiguidade, imitar modelos existentes torna-se uma estratégia percebida como segura e racional. Esse processo não necessariamente decorre de pressões formais, mas sim de uma percepção de vantagem funcional associada à adoção de práticas reconhecidas socialmente. Um exemplo é o de uma universidade regional com desempenho limitado, que decide contratar um professor de renome para se parecer mais com instituições prestigiadas, como as da Ivy League, na tentativa de reforçar sua legitimidade institucional. O conceito também tem sido aplicado no mundo corporativo. Consultorias como a McKinsey & Co. frequentemente recomendam a empresas em processo de reestruturação que adotem práticas consagradas por organizações de referência em seu setor, reforçando esse mecanismo de isomorfismo. Outro exemplo é o de uma hipotética universidade privada de médio porte que, sem prestígio consolidado, decide criar um programa de pós-graduação internacional e investir em branding acadêmico, copiando o modelo de uma instituição de elite — mesmo sem ter a mesma estrutura ou tradição. Essa imitação ocorre não por exigência legal ou padrão profissional, mas como tentativa de aumentar sua legitimidade no mercado educacional.
Os 3 tipos não são sempre distintos, apesar de se misturarem no contexto pratico, tendem a derivar de condições diferentes e podem levar a resultados distintos. Uma empresa pode usar qualquer um ou todos os mecanismos do isomorfismo. Esses mecanismos explicam como práticas organizacionais podem se disseminar em contextos amplos, não apenas por mérito técnico, mas como respostas adaptativas a um ambiente institucional compartilhado.
O artigo de DiMaggio e Powell de 1983 teve grande impacto nas ciências sociais, em especial nas áreas de sociologia organizacional, ciência política, administração pública e estudos sobre globalização. Ele consolidou o chamado neoinstitucionalismo sociológico, uma vertente teórica que destaca o papel das normas sociais, da cultura e da legitimação simbólica na conformação das estruturas organizacionais.
Desde sua proposição, o conceito de isomorfismo institucional tem sido amplamente utilizado para explicar processos de convergência de políticas públicas, padronização de práticas educacionais e jurídicas, e uniformização institucional em contextos de integração regional e globalização.

## Paradoxos isomórficos
Embora os três tipos de isomorfismo — coercitivo, normativo e mimético — contribuam para a legitimação e estabilidade das organizações, seu desenvolvimento pode gerar efeitos paradoxais que comprometem o próprio progresso institucional. Esses paradoxos isomórficos ocorrem quando as pressões para se conformar a modelos organizacionais amplamente aceitos resultam em estruturas rígidas, desconectadas do contexto específico da organização.
De acordo com Caemmerer e Marck (2009), tais paradoxos podem manifestar-se em diferentes dimensões:
- Escopo de atuação (remit): organizações adotam práticas ou estruturas que não se alinham ao seu campo de atuação, apenas para atender a expectativas institucionais externas;
- Recursos: práticas institucionalmente valorizadas podem ser implementadas mesmo quando os recursos humanos, técnicos ou financeiros da organização são insuficientes;
- Responsabilização (accountability): o foco excessivo em rituais de conformidade pode gerar burocratização e desviar atenção de resultados substantivos;
- Profissionalização: a busca por reconhecimento institucional através da adoção de padrões profissionais pode inibir a inovação e gerar homogeneização ineficaz.

Esses paradoxos ilustram os limites da conformidade institucional, evidenciando que a busca por legitimidade pode entrar em conflito com a efetividade organizacional, especialmente no setor público, onde a diversidade de missões e contextos locais frequentemente desafia soluções padronizadas.

## Isomorfismo e globalização
No contexto da globalização, o isomorfismo institucional é interpretado como um processo pelo qual modelos organizacionais amplamente legitimados internacionalmente são adotados por diferentes sociedades nacionais, independentemente de seus contextos históricos ou culturais. Essa tendência é impulsionada pela difusão de modelos globais institucionalizados — ou world models — que estabelecem padrões para estruturas estatais, sistemas educacionais, políticas de desenvolvimento, regulação jurídica e outros domínios da vida social.
A teoria da sociedade mundial (world society theory), formulada por autores como John W. Meyer, John Boli, George Thomas e Francisco O. Ramirez, propõe que os Estados-nação operam como encenações formais de uma ordem cultural mundial. Ao adotarem práticas institucionalmente consagradas, os Estados buscam alinhar-se às expectativas globais de racionalidade, modernidade e legitimidade — o que resulta em um isomorfismo transnacional, relativamente independente das condições materiais locais.
Embora teorias realistas enfatizem a diversidade de recursos e capacidades políticas dos Estados e abordagens culturalistas destaquem as singularidades locais, a teoria da sociedade mundial observa uma crescente homogeneização institucional em diferentes países. Isso se manifesta em áreas como: constituições que conciliam autoridade estatal com garantias universais de direitos; sistemas educacionais massivos com currículos e avaliações padronizadas; instituições estatísticas racionais, como censos e indicadores de desenvolvimento; políticas ambientais e populacionais voltadas ao planejamento nacional; direitos iguais de gênero e direitos humanos como normas universais; sistemas de bem-estar social universalistas; normas jurídicas internacionais difundidas por entidades como ONU, OCDE e OMS.
Um exemplo concreto dessa padronização é a convergência de políticas públicas na União Europeia, onde os Estados-membros ajustam suas legislações com base em pressões supranacionais — como diretivas, regulamentos, fundos de coesão e mecanismos de coordenação normativa. Isso exemplifica formas de isomorfismo coercitivo e normativo em escala internacional.
O fenômeno também é observado em sociedades anteriormente isoladas que, ao se integrarem à ordem global, adotam rapidamente formas institucionais padronizadas, como sistemas escolares, constituições e estruturas burocráticas, passando a se assemelhar a diversos outros Estados-nação. Essas semelhanças dificilmente se explicam apenas por diferenças culturais ou econômicas. Elas se tornam compreensíveis quando se reconhece que os Estados funcionam como representações formais de uma ordem cultural mundial institucionalizada.
Esse tipo de mudança difere das teorias de transferência voluntária ou difusão seletiva de políticas, que atribuem maior autonomia decisória aos Estados. No caso do isomorfismo global, a transformação institucional tende a ser orientada por pressões de legitimação simbólica e pela necessidade de inserção em uma ordem normativa compartilhada, mais do que por adaptações técnicas locais.

## Leitura complementar
- Meyer, J. W. & Rowan, B. (1977). “Institutionalized organizations: Formal structure as myth and ceremony”. American Journal of Sociology, 83(2): 340–363.